# 三裂延胡索
三裂延胡索（学名：Corydalis ternata）为罂粟科紫堇属下的一个种。
茎高10-25厘米，地下部分纤细，近基部具2枚鳞片，匍匐至直立，具3-4叶，通常分枝。块茎小，圆形至长圆形，直径5-12毫米。
在中国辽宁东南部（凤城、丹东、宽甸）和吉林东南部（临江）有分布，生于近水低地。朝鲜半岛也有分布。

## 扩展阅读
- 維基物種上的相關：三裂延胡索

1. ↑  . frps.iplant.cn.   [2019-05-10].[]